# Venturi (entreprise)
Pour les articles homonymes, voir Venturi.
Venturi, anciennement Venturi automobiles et à l'origine MVS (Manufacture de Voitures de Sport), est un constructeur automobile de voitures de sport d'origine française, aujourd'hui bureau d'études monégasque dédié aux véhicules électriques de haute technologie pour l'industrie spatiale. Il participe au Championnat du monde de Formule Électrique (de 2014 à 2022), conçoit des véhicules pour records de vitesse (de 2009 à 2021) et organise des expéditions en guise de vitrine pour sa technologie (de 2010 à 2022).
L'entreprise spécialisée dans les voitures de grand tourisme est créée en 1985 par Hervé Boulan pour produire en série la Ventury, un prototype réalisé par Claude Poiraud et Gérard Godfroy, exposé au Salon de l'automobile parisien d'octobre 1984. L'entreprise est rachetée en 2000 par l'homme d'affaires monégasque Gildo Pallanca Pastor. Celui-ci transfère alors son siège à Monaco, tout en faisant prendre à Venturi une orientation radicale : celle de la motorisation exclusivement électrique.
En 2004, Gildo Pallanca Pastor met au point avec son équipe la première voiture de sport électrique au monde, baptisée « Fétish ». À la suite de ce modèle, la marque développe cinq autres concepts cars.
Première équipe à s’être engagée dans le Championnat du monde de Formule Électrique, Venturi concourt durant la saison 2020-2021 sous le nom de « ROKiT Venturi Racing » avec son duo de pilotes Edoardo Mortara et Norman Nato. Pour la saison 2021-2022, Norman Nato laisse sa place à Lucas Di Grassi.
Depuis 2010, Venturi est focalisé sur la conception de véhicules électriques hautes performances destinés à battre des records ainsi que sur le développement d'engins conçus pour opérer dans des environnements particuliers. Dans le cadre de ses Venturi Global Challenges, l'objectif est de démontrer l’efficacité et la résistance du véhicule électrique dans des conditions extrêmes.
En avril 2022, Venturi annonce appliquer ses connaissances aux défis rencontrés dans l'espace. La marque a conclu des partenariats stratégiques avec Venturi Lab (Suisse) et Venturi Astrolab (Etats-Unis) afin d'être candidat au développement de technologies de mobilité pour la Lune.
Le 31 mars 2023, le Groupe Venturi annonce que son partenaire stratégique américain Venturi Astrolab a conclu un accord avec la société SpaceX d'Elon Musk, accord qui porte sur l'expédition du rover FLEX sur la Lune en 2026.
Le 19 juin 2023, au Salon International de l'Aéronautique et de l'Espace, Venturi présente la roue lunaire conçue par Venturi Lab pour le rover FLEX. Elle est constituée de 192 câbles et est présentée comme hyper déformable, et ce même sous les très basses températures du pôle Sud de la Lune.
En avril 2024, la société américaine Venturi Astrolab, partenaire du Groupe, se voit attribuer un contrat par la NASA pour une étude de faisabilité d'un an, suivie d'une mission de démonstration, dans le cadre d'une compétition avec deux autres entreprises pour la fourniture du véhicule lunaire du programme Artemis V.

## Histoire

### De 1984 à 2000

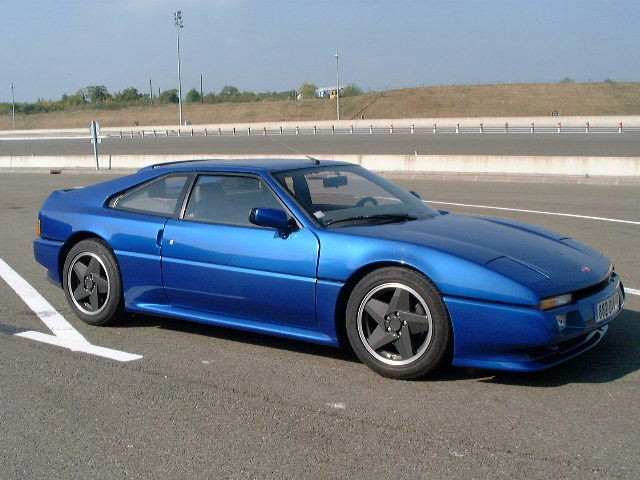
Venturi Coupé 260 Atlantique de 1992.

#### Origines et fondation de MVS en 1985
L'histoire de la marque débute en 1984 à la suite d'une rencontre entre deux hommes, passionnés d'automobile et salariés au sein de la société Heuliez. Claude Poiraud (ingénieur), Gérard Godfroy (designer), décident de joindre leurs compétences afin de construire un coupé sportif, baptisé « Ventury », nom qui évoque le mot « aventure » ainsi que le phénomène aérodynamique, l'effet Venturi. Le « y » rappelle celui de Century en anglais, ce qui en fait un nom européen.
Les deux amis ne sont pas des débutants dans l'automobile. Gérard Godfroy est un ancien de Peugeot. Il a été embauché en janvier 1976 par Gérard Welter pour travailler sur le projet M24, alias 205. Il quitte Peugeot en 1978, mais l'esprit de ses travaux sera conservé par Gérard Welter. Il fait une proposition pour l'évolution du J7 vers le J9 qui sera adoptée. Chez Heuliez, Gérard Godfroy travaille sur la Visa 2, la Visa Chrono, la 604 Limousine, l'Alpine GTA. la Simca Talbot Wind, etc.
Claude Poiraud est un ancien de Chrysler et d'Alpine. Ingénieur en méthode et développement, il a conduit la mise en fabrication de l'Alpine A310. Il a aussi fait un séjour au Mexique pour traiter l'évolution de la A108 en A110.
La construction commence par la réalisation d'un master en mousse de polyuréthane « sculptée » par Gérard Godfroy, constituant 10 mois de travail avant l'apparition du prototype Ventury sur le stand Godfroy au Salon de l'Automobile de Paris, début octobre 1984. Le succès est immédiat. Certaines personnes ne voulaient pas croire que c'était français… Monsieur H.K. Schafer, directeur du style Volkswagen, laisse sa carte de visite à Gérard Godfroy. Jean Daninos, alors âgé de 78 ans, s'intéresse au projet, y voyant un moyen de faire revivre Facel Vega[réf. souhaitée]. Hervé Boulan, homme d'affaires et financier, laisse aussi sa carte à Claude Poiraud. Ce sera lui que Claude choisira pour le développement de la Ventury. Amateur de Ferrari, Hervé Boulan demande à écrire Venturi avec un « i ».
La voiture du salon est plus une maquette à l'échelle 1 qu'une voiture complète. La carrosserie est en polyester et le châssis est équipé d'un moteur de Golf GTI. L'intérieur est succinct.
Après le salon, Claude Poiraud recontacte Hervé Boulan, qui est intéressé par le projet, mais à condition de le monter en gamme, avec une voiture capable de rivaliser avec Porsche et Ferrari en matière de performances. Hervé Lejeune se joint à l’équipe en apportant son expérience de directeur commercial au début de l'année 1985.
En 1985, Claude Poiraud est le chef d'orchestre du développement de la Venturi. En juin, il emploie deux anciens d'Heuliez, Jean-Pierre Sachot, (développement) et Jean-Jacques Turquand (responsable de fabrication). Christophe Bihr, carrossier, quitte Dangel pour se joindre à l'équipe.
Claude Poiraud contacte Jean Rondeau constructeur-vainqueur aux 24 heures du Mans en 1980. Jean Rondeau est lui aussi séduit par l'aventure Venturi et accepte de participer à son développement. Jean Rondeau a autour de lui une équipe performante : Philippe Beloou, qui dessine le châssis et les suspensions de la Venturi, ainsi que Lucien Monté et Philippe Bône, qui apportent leur expérience de la compétition.
Le premier prototype roulant, en deux tons de gris comme la maquette du salon, voit le jour avec un moteur de Peugeot 505 Turbo, monté en position centrale et transversale, développant 200 chevaux. Beaucoup d'éléments mécaniques proviennent de voitures françaises comme la boîte de vitesses de la Citroën CX, la transmission héritée de la Matra Murena ainsi que des éléments de suspensions de la Peugeot 205 GTI et de la Renault 25.
En septembre 1985, Hervé Boulan crée la marque et la société  « MVS » (Manufacture de Voitures de Sport), dont il est le PDG. Gérard Godfroy en dessine le logo selon les directives d'Hervé Boulan.

#### 1986: Reprise par Auto Concept
Le 27 décembre 1985, Jean Rondeau meurt tragiquement dans un accident au volant de sa Porsche, sur le passage à niveau de Champagné, près de son atelier.
Après ce terrible événement, la structure Auto Concept reprend les hommes de l'équipe et continue à travailler pour la course et le projet Venturi.
En mai 1986, Hervé Lejeune organise une présentation des deux prototypes, l'un rouge, l'autre bleu marine, sur l'esplanade du Trocadéro. Léon Zitrone en est l'animateur, Sabine Azéma la « marraine ». La Venturi rouge passe au travers d'une immense bouteille de parfum Van Cleef et Arpels, modélisée avec un film plastique noir déchirable.
Les essais dynamiques n'étant pas concluants avec le moteur 4 cylindres, Claude Poiraud et Hervé Boulan prennent une décision radicale en juin 1986 ; remplacer le moteur de Peugeot 505 par un V6 PRV. Le moteur du prototype est démonté et remplacé aussitôt par le V6. Ce sera le moteur définitif.
Pour la mise au point des prototypes, Mauro Bianchi, Jean-Pierre Beltoise et Jean-Philippe Vittecoq apportent leurs compétences. En juillet 1986, une usine toute neuve, dont l'implantation est dessinée par Claude Poiraud, est mise en chantier à Cholet.
Au salon de Paris 1986, une Venturi gris métallisé quasiment définitive est exposée au salon de Paris. Au salon 1988, ce sera au tour du cabriolet Transcup, équipé d'un système de transformation de coupé en cabriolet original et jamais copié.

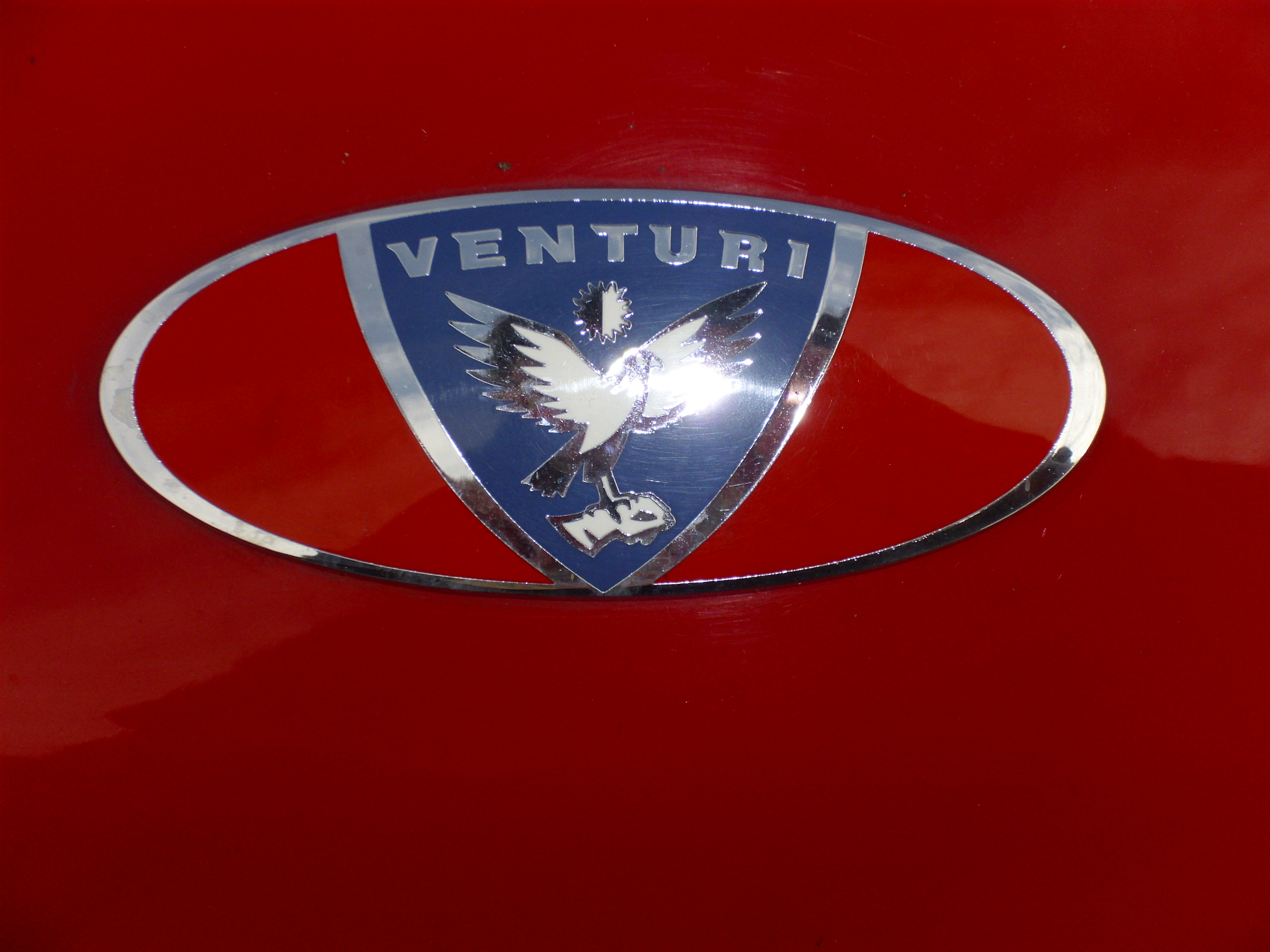
Le gerfaut, nouvel emblème de Venturi en 1989

#### 1989: Montée de Didier Primat au capital - Mise en avant de la marque Venturi
En 1989, à la suite d'une augmentation de capital, Didier Primat devient l'actionnaire principal de Venturi. Il nomme PDG Xavier de La Chapelle. Il est prévu de fabriquer chez Venturi les voitures De La Chapelle, dont le grand monospace Parcours dessiné par Barré Design. Ces projets ne se réaliseront pas. À la demande de Xavier de la Chapelle, Gérard Godfroy, toujours propriétaire du nom Ventury, accepte de donner ses droits à l'entreprise, la marque MVS disparaissant au profit de la marque Venturi. Un nouveau logo et un nouvel emblème, le gerfaut, sont créés et les modèles porteront désormais des dénominations en rapport avec la puissance des moteurs.
En décembre 1990, Venturi déménage de Cholet pour s'installer dans une usine de 5 500 m2 à Couëron, en Loire-Atlantique.
Venturi est présent au salon de Genève 1991, et sur un autre stand, une concurrente fait son apparition, l'Alpine A610. L'étude de style de cette voiture a été réalisée chez Heuliez. La maquette 1/5ᵉ retenue avait été sculptée par un certain… Gérard Godfroy, alors salarié Heuliez de 1978 à 1983 (mais Gérard Godfroy a toujours regretté l'avant trop anguleux, imposé par Renault).
En 1992, à l'initiative de Stéphane Ratel et de son Gentleman Drivers Trophy, la Venturi 400 Trophy est créée. La 400GT en sera la version dérivée pour la route.
En 1992 encore, le nom de Venturi figure au championnat du monde de Formule 1, grâce à une association avec l'écurie Larrousse. Cet engagement en Formule 1 provoquera le départ de Claude Poiraud, en désaccord avec ce choix stratégique.
De 1993 à 1995, des Venturi participent aux 24 Heures du Mans. En 1993, pas moins de sept Venturi sont sur la ligne de départ !

#### 1994: Reprise de Venturi par Hubert O'Neil
En 1994, Hubert O'Neill, qui a repris Venturi, présente la 300 Atlantique, légèrement plus volumineuse que la série 200. Les lignes sont adoucies, mais ces nouvelles dimensions apportent plus de présence au volume, en cohérence avec le niveau de prix. Ce sera la dernière Venturi dessinée et sculptée par Gérard Godfroy.
En octobre 1995, le Tribunal de commerce de Saint-Nazaire place la société Venturi en redressement judiciaire et donne un an au constructeur de voitures de sport pour redresser la barre. Selon Hubert O'Neil, l'entreprise n'a pas été soutenue par son banquier alors que le passif constitué uniquement de la dette envers les fournisseurs ne dépassait pas 5,2 millions de francs.
En février 1996, a bout de souffle, la société Venturi est placée en liquidation judiciaire par le Tribunal de commerce de Saint-Nazaire.

#### 1996: Rachat par Nakarin Benz
C'est alors que l'entreprise est rachetée par le groupe de distribution automobile thaïlandais de luxe Nakarin Benz et que Manfred Buchard est nommé P-DG de l'entreprise. La conjoncture difficile et les moyens du repreneur qui ne sont pas illimités font que le P-DG mis en place par le groupe Nakarin Benz est poussé dehors au bout d'un an. Il est alors remplacé par le responsable des ventes à l'exportation, Michael Bishop, ex-Lotus et ex-Lamborghini, qui devient ainsi le neuvième P-DG de la marque. 
Au début de 1998, le propriétaire de l'entreprise fait passer le capital de Venturi Paris SA de 3 à 10 millions de francs et fait transférer l'essentiel de ses actions à sa société australienne Autos America Corporation Pty Ltd. Venturi s'efforce alors de remplacer le V6 PRV par le nouveau V6 français, dans une version biturbo. En mars 1998, ce groupe propulseur est présenté sur le stand Venturi au Salon de Genève. En juin, l'Atlantique 300 biturbo est exposée dans le village des 24 Heures du Mans et est présente à nouveau au Mondial de l'Automobile de Paris. La première voiture n'est livrée qu'en fin d'année. 
Mais contre toute attente, l’Asie, et particulièrement la Thaïlande, s'enfonce dans les mêmes années dans une crise financière sans précédent. En conséquence, l'investissement originellement prévu par Auto Americas n'arrivera jamais. Un rachat de la marque par le groupe PSA est alors évoqué, qui ne se produira pas.

### De 2000 à nos jours
Depuis 2000, l’entreprise est détenue par Gildo Pallanca Pastor. Le président monégasque a choisi dès l’acquisition de Venturi d’opérer un virage stratégique pour relancer l’entreprise : développer des véhicules de sport électriques. En 2004, il présente la Fétish, première voiture de sport à motorisation électrique au monde. Elle ouvre la voie à d’autres Venturi électriques telles que Volage ou l'America.
En 2005 apparaît la Venturi GT3 Héritage, dernière voiture thermique de Venturi, extérieurement assez proche des 400 Trophy, mais dotée d'une mécanique allemande : Un V8 Audi de 4,2 litres et 485 ch après passage chez le spécialiste MTM. Mais la voiture ne sera jamais mise en conformité et homologuée par la FIA ; seuls deux prototypes seront construits.
En 2009 Venturi devient motoriste électrique pour le développement de produits d’autres marques. PSA Peugeot Citroën choisit Venturi pour réaliser ses mille premiers Berlingo et Partner électriques, des véhicules utilitaires. Les Berlingo ou Partner « Powered by Venturi » remportent ainsi une consultation européenne de La Poste française lancé en avril 2007 et portant sur 250 utilitaires zéro émission. Pour répondre à une demande plus large du marché, mille véhicules seront produits entre 2010 et 2011 vendus dans onze pays européens.
Cette première production a conduit Venturi à mettre en place une usine d’assemblage dans la Sarthe, la Manufacture de Véhicules Électriques (MVS). Il s’agit du premier site européen d’assemblage de véhicules exclusivement électriques (VE). La transformation de bases roulantes existantes et l’assemblage de véhicules électriques natifs sont possibles. La capacité de production est de cinq mille unités par an. L’usine est alimentée à partir d’électricité issue d’énergies renouvelables.
La marque se lance aussi dans une série de premières réalisées à travers le monde dans le cadre des Venturi Global Challenges. Le constructeur détient plusieurs records du monde de vitesse avec la Venturi Jamais Contente (aussi appelée « Venturi VBB ») obtenus aux États-Unis dans le cadre d’un programme de recherche conduit avec le Center for Automotive Research (CAR) de l'université de l'Ohio (record de vitesse avec un véhicule à hydrogène en 2009, 487 km/h, record de vitesse avec un véhicule électrique en 2010, 515 km/h puis en 2016, 549 km/h). Venturi a aussi établi les premiers records d’endurance sans assistance pour véhicules électriques avec deux traversées entre Shanghai et Paris (14 900 km, 2010) puis entre Nairobi et Johannesburg (5 800 km, 2012).
Toujours dans le cadre des Venturi Global Challenges, Venturi se lance dans un projet de développement d'un véhicule électrique capable d’évoluer sur terrain hostile et de résister à des températures allant jusqu’à −50 °C. Initié par le Prince Albert II de Monaco à l’issue d’une visite en Antarctique, le projet porte le nom de « Mission 03 : Antarctica ». La finalité de cette mission sera la mise à disposition du véhicule à la communauté scientifique en Antarctique en décembre 2021. Grâce à ce moyen de transport zéro émission, l’accès et l’acheminement du matériel sur les sites d’études scientifiques est sans impact sur l’environnement.
En 2015, la marque annonce qu'elle cesse la production de véhicules de série pour se concentrer sur la compétition de Formule E et le développement du programme sur les records de vitesse. L'entreprise licencie ainsi 17 de ses 33 salariés,.

## Sport automobile

### Formule 1
Venturi a été brièvement impliqué dans l'équipe de Formule 1 Larrousse en 1992. La voiture de l'équipe, qui portait le nom de Venturi, a été conçue et construite par Venturi Larousse UK, une société britannique anciennement connue sous le nom de Fomet 1, qui avait auparavant conçu les voitures de Formule 1 de Fondmetal en 1991.

### Formule Électrique
Créée en 2013, Venturi Grand Prix est la première équipe à s’être engagée dans le Championnat du monde de Formule Électrique.
L'écurie a à sa disposition un châssis Dallara, unique châssis autorisé par la Fédération internationale de l'automobile pour la saison inaugurale. Venturi Grand Prix est la première écurie à dévoiler le son du moteur Spark SRT 01E Renault de sa voiture, lors des premiers tours de roues de la monoplace électrique à Donington Park,.
Venturi Grand Prix annonce ses deux pilotes pour 2014-2015 qui sont les deux anciens pilotes de Formule 1 et de WEC, le Français Stéphane Sarrazin et l'Allemand Nick Heidfeld. Avec un podium et 53 points, Venturi Grand Prix finit à la 9e place au classement des constructeurs de la saison 2014-2015.
Pour la saison 2015-2016, Jacques Villeneuve remplace Heidfeld jusqu'à la 3e course, puis celui-ci est remplacé par Mike Conway. Contrairement à la saison inaugurale, les équipes ont l'autorisation de réaliser leurs propres évolutions sur le moteur, la boîte de vitesses, la batterie et le système de refroidissement. Venturi devient constructeur officiel du championnat, manufacturiers et équipe également Dragon Racing. Avec une 2e place obtenue par Stéphane Sarrazin et 76 points récoltés au classement final, Venturi prend la 6e place au classement des constructeurs.
En saison 2016-2017, Venturi recrute le pilote allemand Maro Engel puis, à partir de la 7e course, le Français Tom Dillmann pour remplacer Stéphane Sarrazin parti rejoindre Techeetah. L'équipe totalise 30 points et se place à la 9e position dans le classement des écuries.
Pour la saison 2017-2018, Venturi conserve son pilote Maro Engel et recrute le pilote automobile italo-suisse Edoardo Mortara, sept fois vainqueur du Grand Prix automobile de Macao. Le rookie marque les esprits en finissant 7e à la première course de Hong Kong (et aussi sa toute première course en Formule E) puis à la seconde marche du podium lors de la deuxième course. Après avoir mené la plus grande partie de la course, Edoardo Mortara fait un tête-à-queue dans les derniers tours, finissant derrière Rosenqvist. Avec 72 points, Venturi se classe à la 7e place du classement des constructeurs.
Lors du championnat de Formule E FIA 2018-2019, Venturi recrute le pilote brésilien Felipe Massa, vice-champion du monde de Formule 1, pour courir aux côtés d'Edoardo Mortara. Susie Wolff, ancienne pilote automobile britannique devient team principal de l'écurie. Venturi équipe de ses groupes motopropulseurs l'équipe cliente H.W.A. GmbH, le département compétition de Mercedes-AMG, qui s'engage en Formule E pour la première fois. Lors de cette saison, Venturi marque 88 points et remporte trois podiums : une victoire à Hong-Kong et une 3e place au E-Prix de Mexico pour Edoardo Mortara, et une 3e position pour Felipe Massa, lors de la course à domicile à Monaco. L'équipe se classe 8e au classement final des constructeurs.
Conservant le même duo de pilotes avec Felipe Massa et Edoardo Mortara pour la saison 6 du Championnat de Formule E, Venturi se renomme ROKiT Venturi Racing à la suite de l'annonce d'un partenariat de trois ans avec ROKiT, une entreprise du domaine de la télécommunication. L'écurie monégasque se dote de nouveaux groupes motopropulseurs chez Mercedes-Benz. Venturi prend part aux cinq premières courses du championnat avant d'être contraint, au même titre que les autres équipes participantes, à stopper sa participation, en réponse à l'épidémie de COVID-19. La Formule E et la FIA ont officiellement annoncé la suspension du championnat 2019-20 pour deux mois, les ePrix de Sanya, Rome, Paris, Séoul et Jakarta étant de ce fait annulés.
Pour la septième saison de Formule E, Venturi renouvelle Edoardo Mortara et promeut Norman Nato qui remplace Felipe Massa. Jake Hughes rejoint l'équipe en tant que pilote de réserve.
Fin 2020, Gildo Pallanca Pastor vend l'activité course de Venturi à un fonds d’investissement américain mené par Scott Swid et José Maria Aznar Botella, beau-frère d’Alejandro Agag, l’un des fondateurs de la Formule E.
Jérôme d'Ambrosio est nommé directeur adjoint après avoir décidé de se retirer de la compétition à la fin de la saison 6. En novembre 2021, il est promu directeur et remplace Susie Wolff qui devient PDG.
Pour la huitième saison (2021-2022), ROKiT Venturi Racing conserve Edoardo Mortara et remplace Norman Nato par Lucas di Grassi.
A l'issue de la saison 2021-2022, Venturi se retire et l'équipe concourt alors sous le nom de Maserati MSG Racing.

## Venturi Global Challenges
Depuis 2009, Venturi a lancé une série de défis technologiques et humains visant à démontrer la fiabilité et l’efficacité des véhicules électriques dans des conditions extrêmes. Lors des Global Challenges, le constructeur met à l'épreuve les technologies qu'il développe dans des conditions hors normes : vitesses démesurées, conditions météorologiques extrêmes, terrains difficiles dans les régions les plus reculées de la planète. Venturi a établi plusieurs records et premières mondiales depuis 2009 lors de ces défis.

### Mission 01: Jamais contente
La Mission 01 est un programme lancé en 2009 en partenariat avec le Center for Automotive Research (CAR) de l'université de l'Ohio. Il vise à établir des records de vitesse en véhicule électrique sur le mythique lac salé de Bonneville (Utah). La Venturi Jamais contente (Venturi Buckeye Bullet (en)) se présente comme une héritière de La Jamais contente, la première voiture ayant dépassé la barre symbolique des 100 km/h en 1899. Cette voiture électrique en forme de torpille, pilotée par Camille Jenatzy, atteignit les 105 km/h, établissant alors un record du monde tout mode de propulsion confondu (incluant à l'époque la vapeur et les moteurs thermiques).
- La Venturi Buckeye Bullet 2 (VBB-2) de 2009 bat le record de vitesse FIA pour un véhicule électrique alimenté par une pile à combustible : 487 km/h[22]. C’est le premier véhicule électrique à franchir la barre symbolique des 300 mph.
- La Venturi Buckeye Bullet 2.5 (VBB-2.5) de 2010 est l’évolution de la Bullet 2. La pile à combustible est remplacée par un pack batterie lithium-ion et lui permet de battre son propre record FIA : 495 km/h et une vitesse de pointe officielle de 515 km/h[23].
- La Venturi Buckeye Bullet 3 (VBB-3) de 2016, toujours équipée du pack batterie lithium-ion et disposant de 3 000 ch, est la troisième version de la Venturi Buckeye Bullet. Elle bat son propre record du monde de vitesse avec un véhicule électrique terrestre : 549,43 km/h[37].

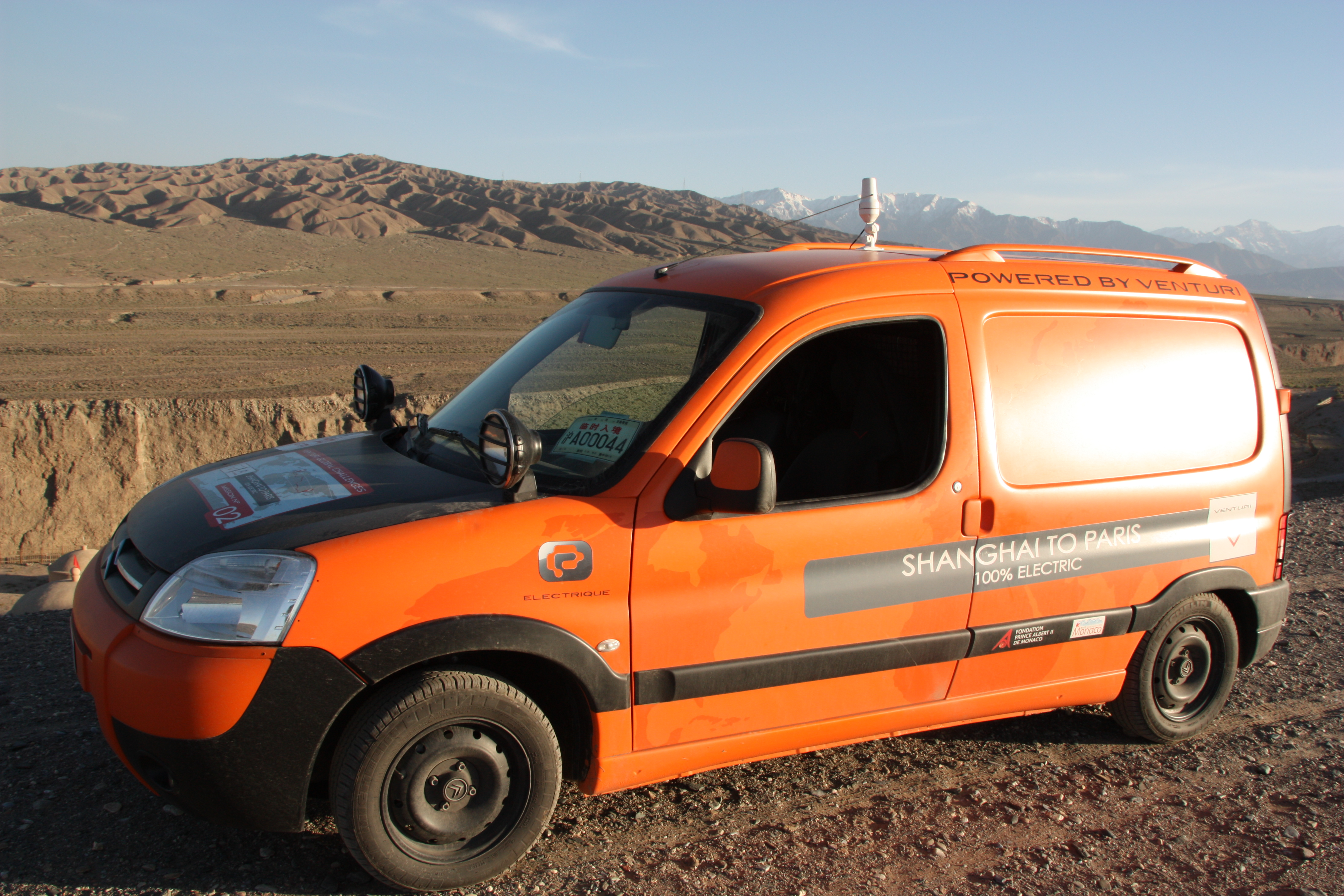
Mission 02 : Citroën Berlingo « Powered by Venturi ».

### Mission 02: Shanghai to Paris
Partie de Shanghai le 3 mai 2010, cette Croisière jaune moderne a couvert 14 900 km, en traversant la Chine, le Kazakhstan, la Russie, l’Ukraine, la Pologne, la République tchèque, l’Allemagne pour finalement arriver à Paris le 13 juillet. À ce jour, cela représente la plus longue distance couverte par un véhicule électrique sans assistance. Cette performance fut accomplie par Xavier Chevrin et Géraldine Gabin. Le véhicule utilisé fut un Citroën Berlingo « Powered by Venturi » de série. Seulement deux packs batteries ont été ajoutés afin de porter son autonomie à 500 km.

### Mission 03: Back to Telegraph Creek

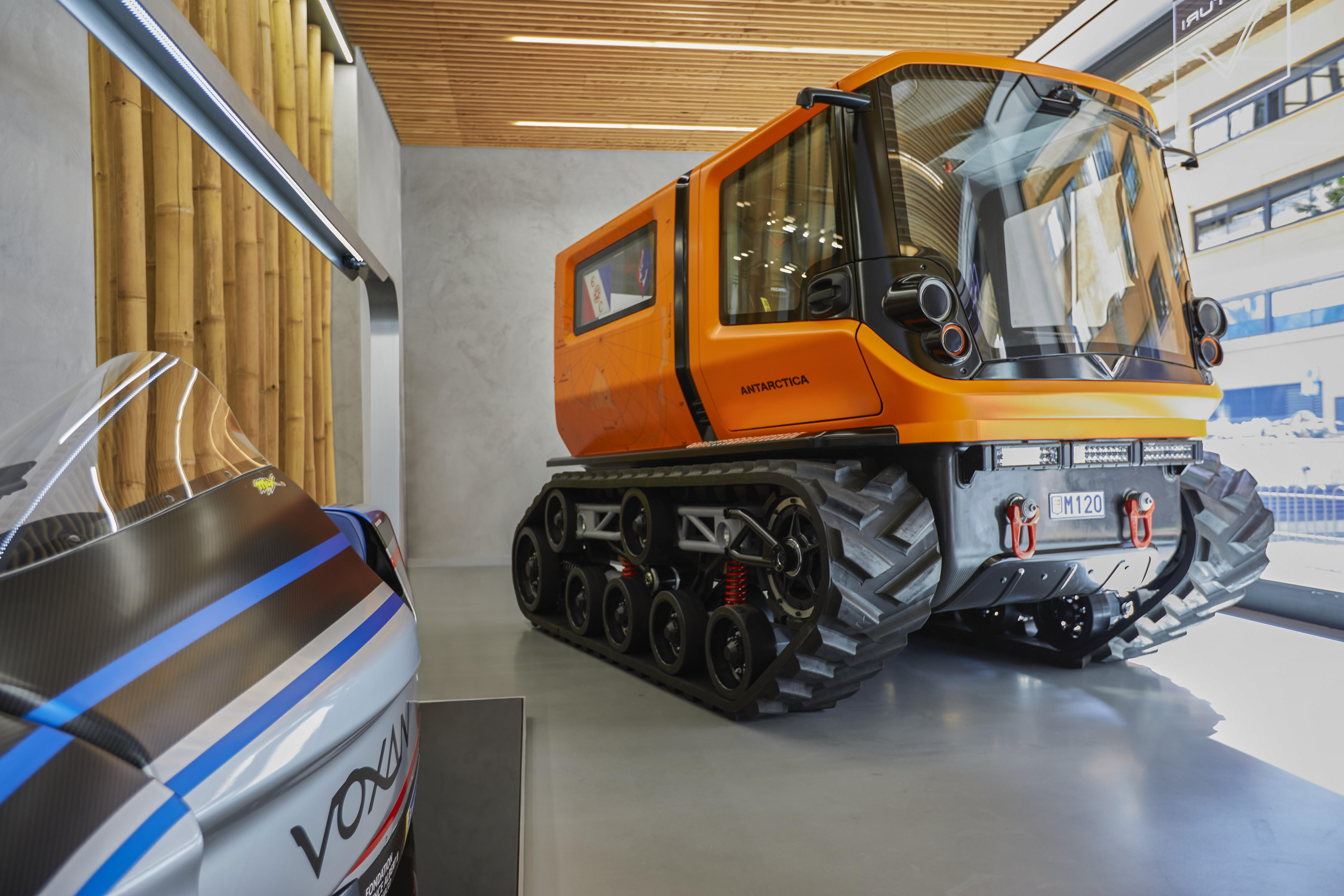
Le véhicule Antarctica dans le showroom de Venturi à Monaco

Venturi a revisité en version « zéro émission » la Croisière blanche de Citroën, raid automobile du XXe siècle qui consistait en une traversée du nord-ouest du Canada. Restée vaine, cette expédition n’avait pas pu aboutir à l’époque, en raison de la nature du terrain et des conditions climatiques désastreuses.

Le 6 mars 2019 en Colombie-Britannique (Canada), le véhicule Antarctica a parcouru 42 km dans des conditions météorologiques allant jusqu’à −30 °C. Cette expédition a ainsi permis de soumettre l’engin à une phase de tests dans des conditions climatiques similaires à celles du pôle Sud.

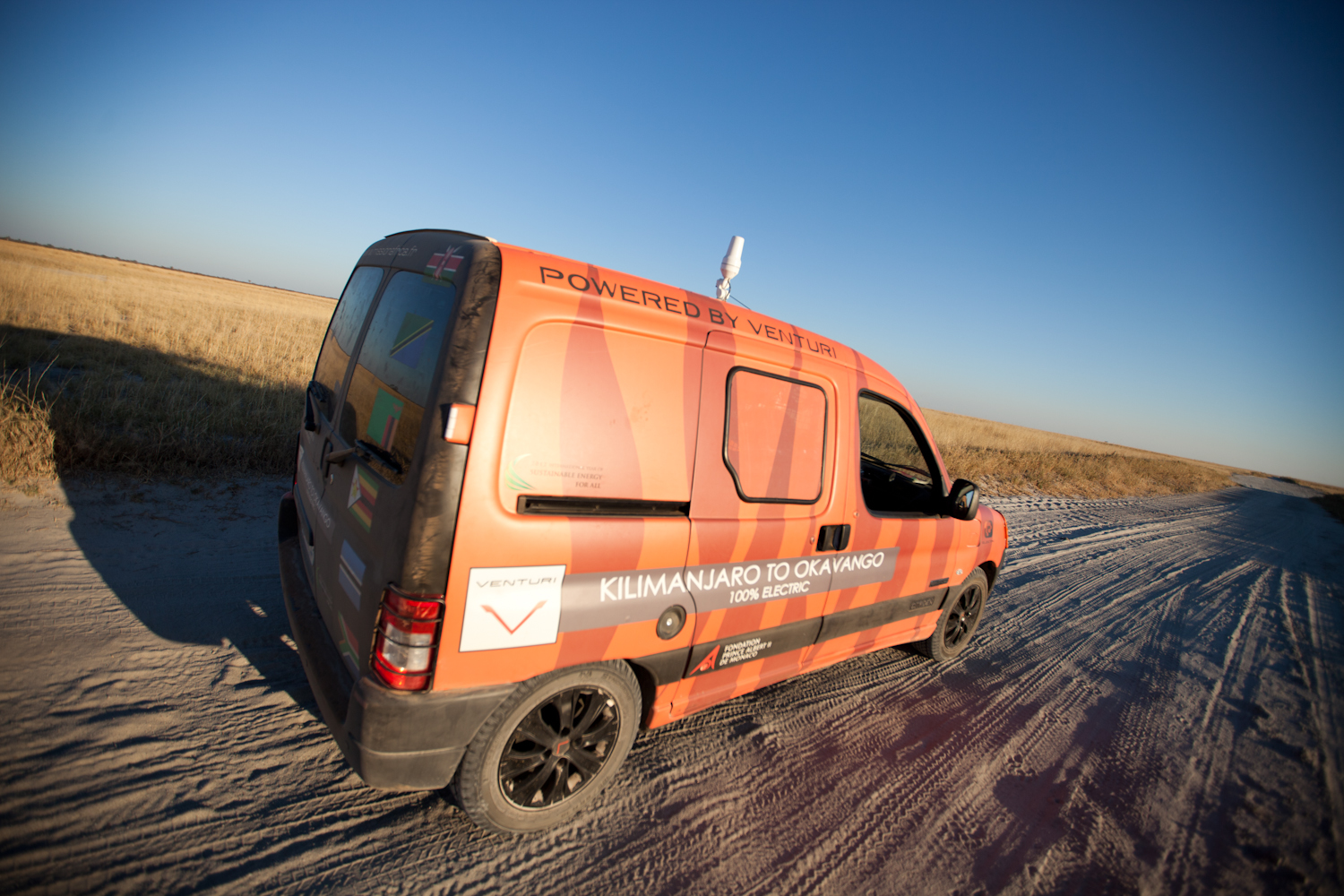
Mission 04 : Citroën Berlingo « Powered by Venturi ».

### Mission 04: Kilimanjaro to Okavango
La mission 04 est l’héritière de la Croisière noire initiée par André Citroën en 1924. Parti de Nairobi au Kenya le 11 mai 2012 à bord d'un Citroën Berlingo « Powered by Venturi », Xavier Chevrin, qui avait mené la Mission 02 : Shanghai to Paris, accompagné du réalisateur Vivien Floris, rejoint Johannesburg en Afrique du Sud le 18 juin. La Mission 04 : Africa constitue la première traversée de l’Afrique à bord d’un véhicule électrique et en autonomie complète. Le véhicule a ainsi couvert 5 800 km dont 600 km de pistes.

### Mission 05: Kennedy Space Center[42]

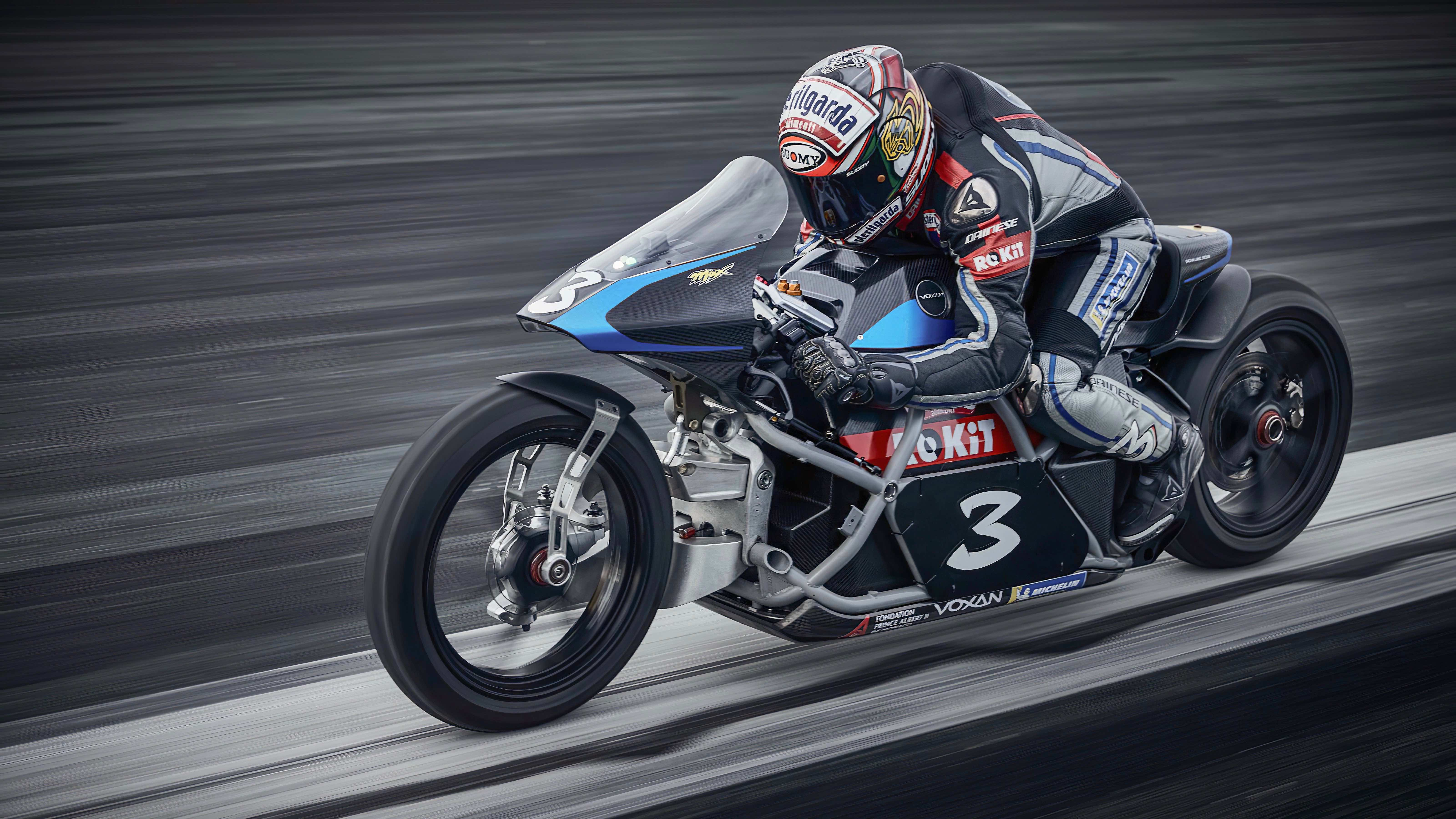
Max Biaggi sur la moto électrique de record Wattman

Venturi possède la marque de moto électrique Voxan. Le modèle Wattman possède 21 records du monde de vitesse. Pilotée par Max Biaggi, la moto a successivement roulé sur les pistes de l’aéroport de Châteauroux-Centre, en France, puis sur celle du Kennedy Space Center en Floride (États-Unis).
La Wattman détient 21 records du monde de vitesse 
- Catégorie moins de 300 kg
  - 1 km, départ lancé, semi-carénée : 456 km/h (283 mph)
  - 1 mile, départ lancé, semi-carénée : 454 km/h (282 mph)
  - 1 mile, départ lancé, non-carénée : 370 km/h (230 mph)
  - 1 mile, départ lancé, non-carénée : 368 km/h (228 mph)
  - ¼ mile, départ lancé, semi-carénée : 293 km/h (182 mph)
  - ¼ mile, départ lancé, non-carénée : 285 km/h (177 mph)
  - 1 mile, départ arrêté, semi-carénée : 273 km/h (169 mph)
  - 1 mile, départ arrêté, non-carénée : 260 km/h (161 mph)
  - 1 km, départ arrêté, semi-carénée : 223 km/h (138 mph)
  - 1 km, départ arrêté, non-carénée : 219 km/h (136 mph)
  - ¼ mile, départ arrêté, non-carénée : 156 km/h (96 mph)
  - ¼ mile, départ arrêté, semi-carénée : 149 km/h (92 mph)
- Catégorie plus de 300 kg
  - 1 km, départ lancé, semi-carénée : 408 km/h (253 mph)
  - 1 mile, départ lancé, semi-carénée : 404 km/h (251 mph)
  - 1 mile, départ lancé, non-carénée : 367 km/h (228 mph)
  - 1 km, départ lancé, non-carénée : 364 km/h (226 mph)
  - 1 mile, départ arrêté, semi-carénée : 255 km/h (158 mph)
  - 1 km, départ arrêté, semi-carénée : 216 km/h (134 mph)
  - 1 mile, départ arrêté, non-carénée : 216 km/h (134 mph)
  - ¼ mile, départ arrêté, non-carénée : 153 km/h (95 mph)
  - ¼ mile, départ arrêté, semi-carénée : 142 km/h (88 mph)

## Mission 06: International Polar Foundation
En juin 2021, le constructeur monégasque présente une nouvelle version de l'Antarctica. L'engin zéro émission est rattaché depuis décembre 2021 à la base scientifique Princesse Élisabeth, en Antarctique. L’Antarctica  a une longueur de 3,4 mètres, une hauteur de 2,18 mètres et un poids de 2,5 tonnes. La batterie a une capacité de 52,6 kWh permettant une autonomie de base de 50 kilomètres, tandis que les deux moteurs à flux axial sont capables de développer 60 kW chacun. Pour la recharge, il faut compter de 2 à 18 heures, selon le contexte et la météo. Doté de banquettes longitudinales rabattables, le véhicule peut embarquer de 1 à 6 personnes, du matériel ainsi qu'une seconde batterie afin de prolonger l’autonomie initiale de 50 kilomètres .

## Mission 07: Spitzberg
Dans le cadre des célébrations et des commémorations du centenaire d'Albert Ier (prince de Monaco), Gildo Pallanca Pastor, Président de Venturi, pour rendre hommage au trisaïeul du Prince Albert II (prince de Monaco), a confié à l'éco-explorateur Xavier Chevrin une mission sur l'île du Spitzberg, dans l'archipel norvégien de Svalbard. En juin 2022, durant 21 jours, l'aventurier de Venturi a parcouru 234 kilomètres en ski de randonnée, avec des températures allant jusqu'à -15° C.

## Production
Depuis la création de la marque, 641 exemplaires sont sortis de l'usine, dont 264 entre 1992 et 1999.
1. 1992 : 75 ex.
2. 1993 : 24 ex.
3. 1994 : 26 ex.
4. 1995 : 41 ex.
5. 1996 : 28 ex.
6. 1997 : 35 ex.
7. 1998 : 25 ex.
8. 1999 : 10 ex.

## Modèles

### Venturi de grand tourisme

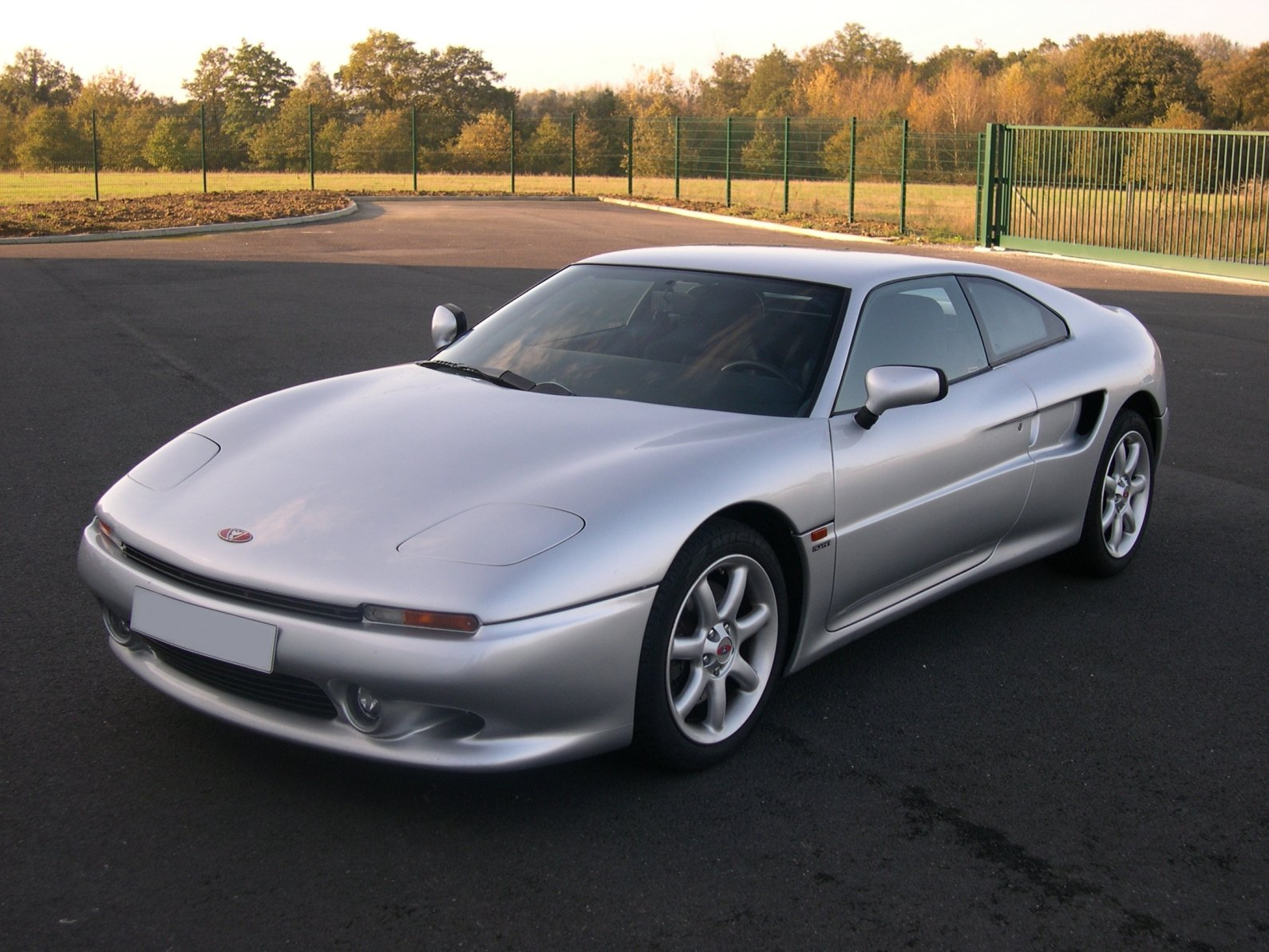
Venturi 300 Atlantique de 1998.

- Coupé
- Coupé 260
- Coupé 111 Cup[51]
- Transcup
- 300 Atlantique
- 400 GT

### Venturi de course
- 300 GTR
- 400 Trophy
- 500 LM
- 600 LM
- 600 SLM
- GT3 Héritage

### Venturi électriques

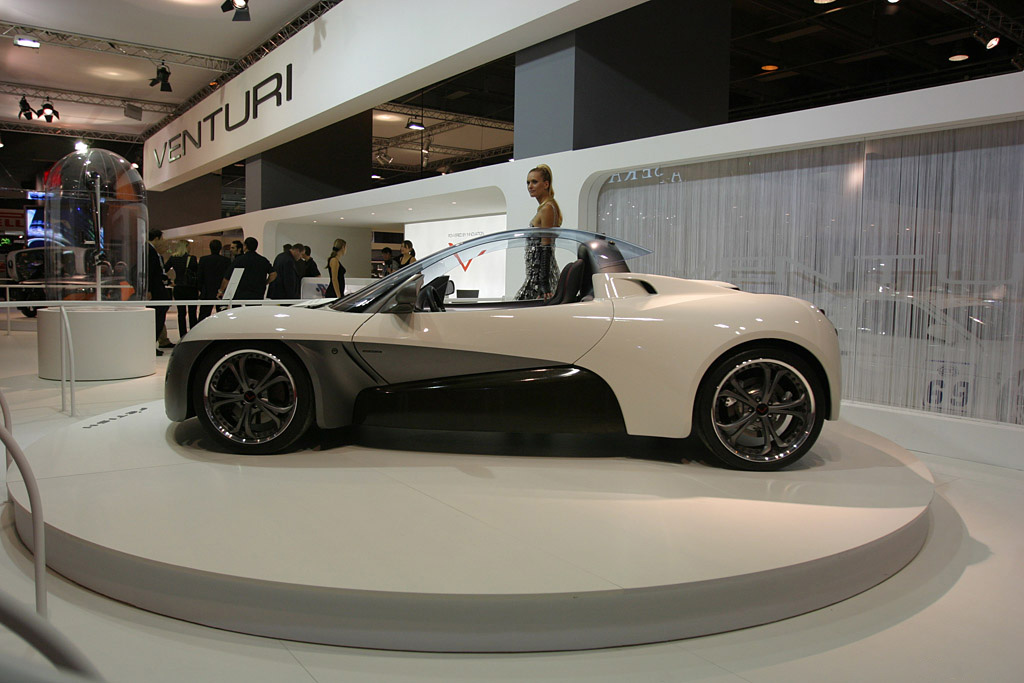
Venturi Fétish sur le stand de Venturi au Mondial de l'automobile de Paris 2006.

- Venturi Fétish
- Venturi America
- Venturi Volage
- Venturi Astrolab
- Venturi Eclectic

## Présidents et directeurs
- Hervé Boulan (PDG)
  - Claude Poiraud (directeur)
  - Stéphane Ratel (directeur)
  - Jean-Pierre Lecou (directeur)
- Didier Primat (PDG Primwest)
- Xavier de La Chapelle (président à la suite du rachat de Venturi par le groupe Primwest)
  - René Aubert (directeur)
  - Eric Guillou (directeur)
  - Ian Dalziel (directeur)
  - Bertrand Maguet (directeur)
  - Jean-Claude Roger (directeur)
- Hubert O'Neill (PDG)
- Manfred Buchard (PDG à la suite du rachat de Venturi par le groupe thaïlandais Nakarin Benz)
  - Mickael Bishop (directeur)
- Gildo Pallanca Pastor (PDG à la suite du rachat de Venturi)

## Galerie

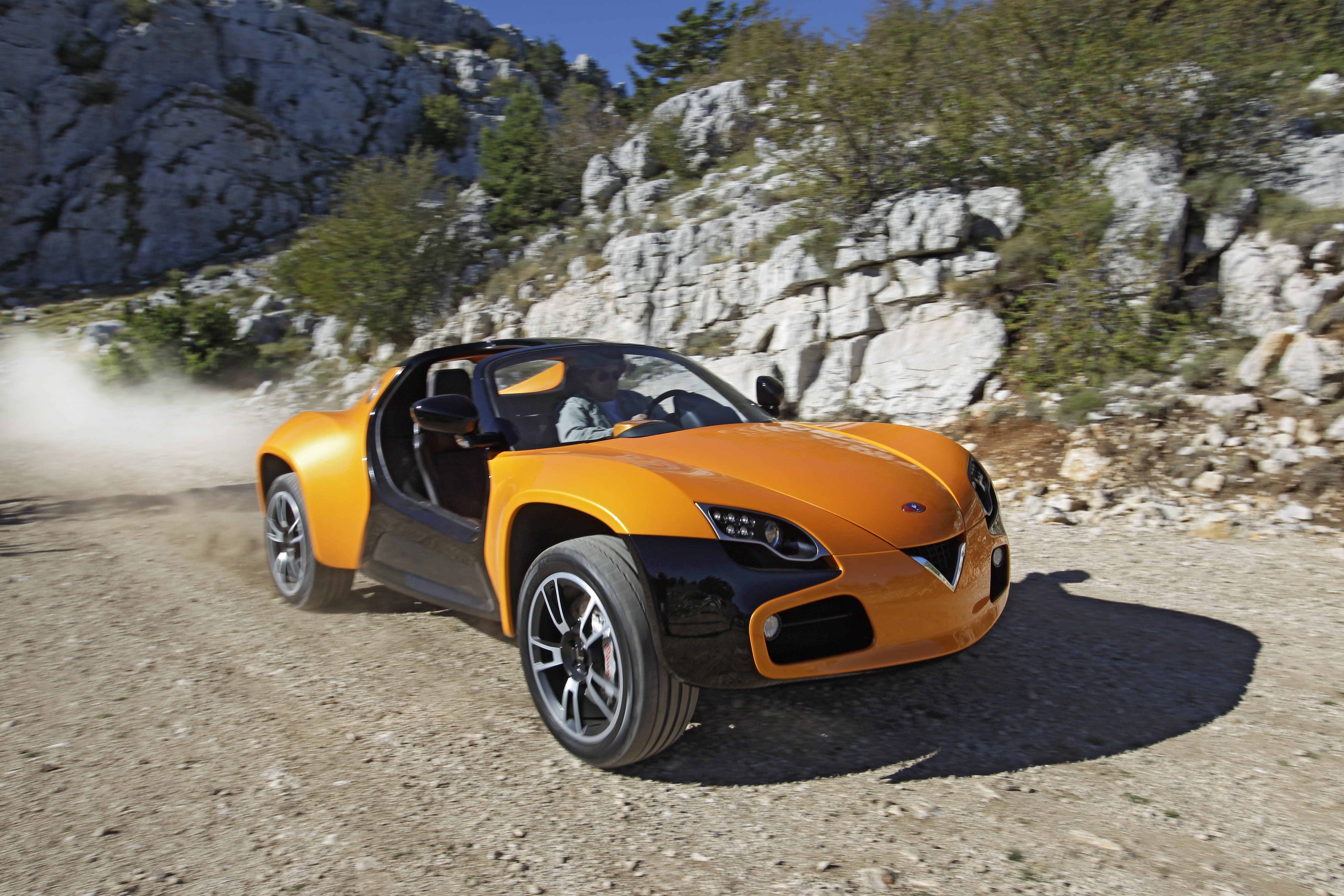
Venturi America, 1er crossover électrique.
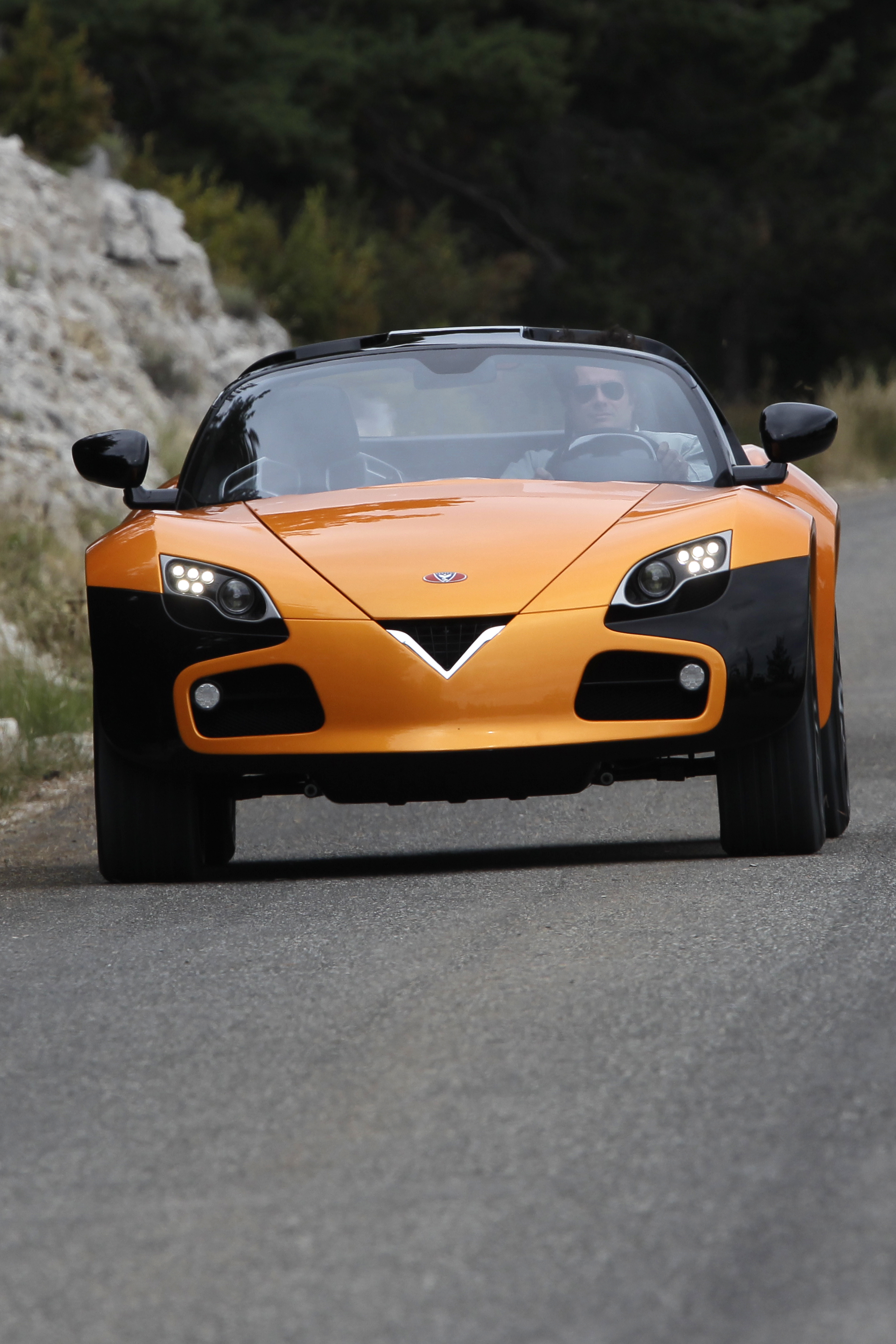
Venturi America.
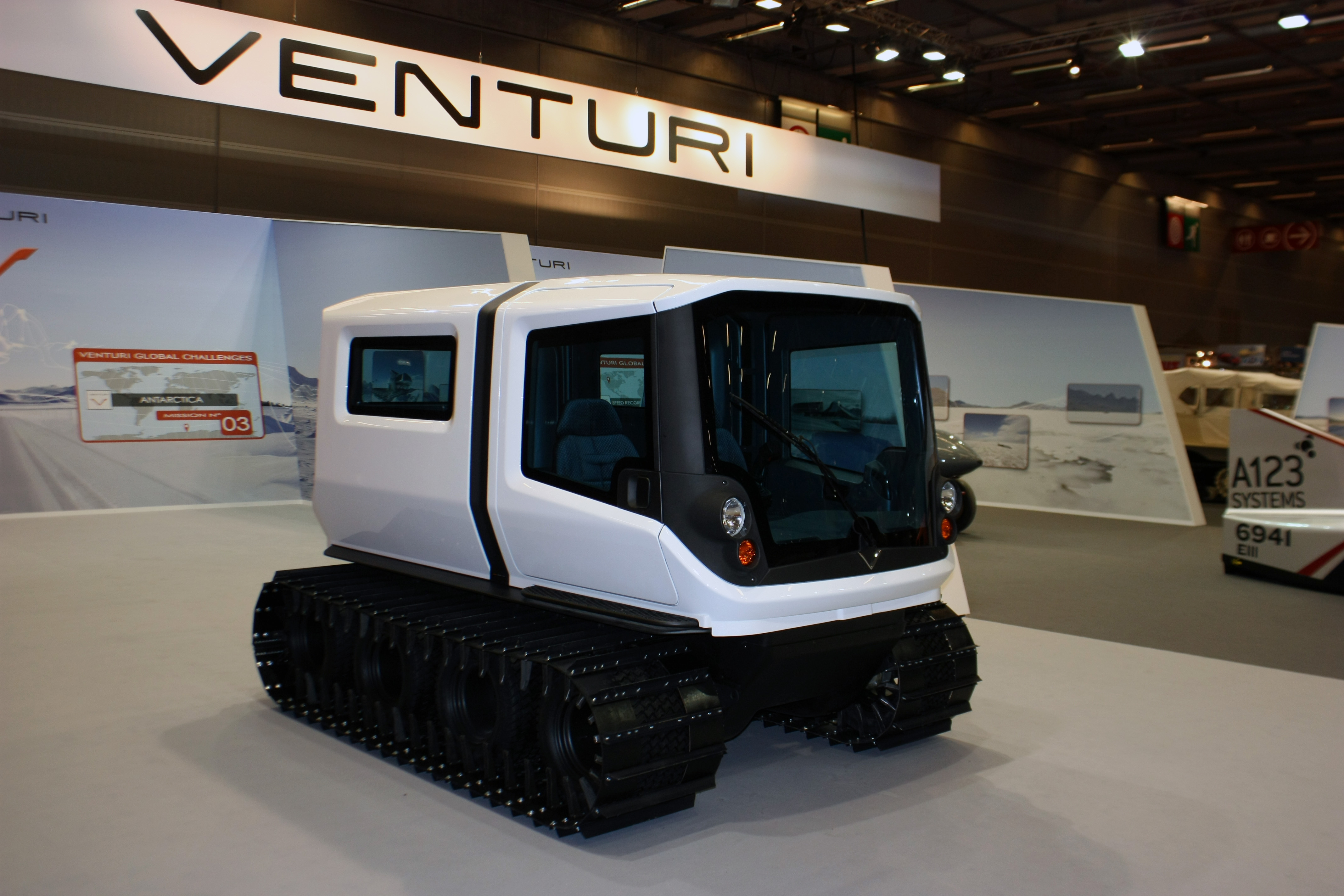
Venturi Antartica, véhicule zéro-émission capable de fonctionner à −50 °C.
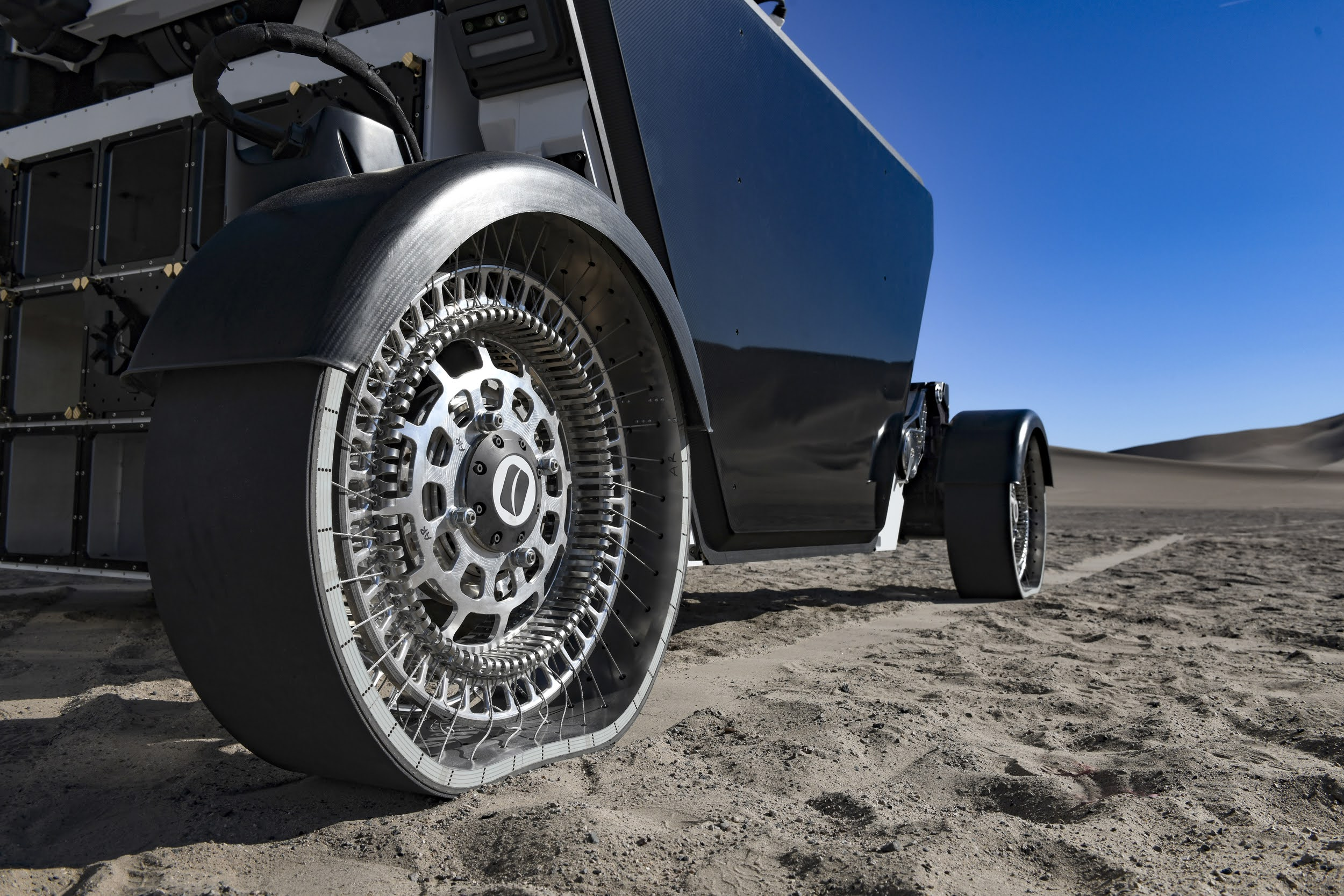
La roue hyper-déformable sans air de Venturi Lab (Dumont Dunes, USA, Dec 2022).